# Nikaya
Nikāya (निकाय) est un mot sanskrit et pāli qui signifie « volume ». Il est souvent utilisé comme synonyme du mot sanskrit āgama (आगम) pour signifier « collection », « assemblage », « classe » ou « groupe » à la fois en pāḷi et en sanskrit. Dans son emploi le plus fréquent, il renvoie aux textes bouddhistes en pali du Tripitaka (« Triple corbeille ») réunis dans le Sutta Piṭaka (Corbeille des sûtras). Il est également utilisé pour désigner des lignées monastiques, auquel cas, il peut être parfois traduit par « fraternité monastique ». Enfin, l'expression « bouddhisme Nikāya » est parfois utilisé dans les études contemporaines pour désigner le bouddhisme des premières écoles bouddhistes.

## Recueils de textes
Dans le Canon Pāli, en particulier dans la « Corbeille des discours » ou Sutta Piṭaka, la signification de nikāya est à peu près équivalente à celle de collection en anglais, et le mot renvoie aux cinq groupements de discours du Bouddha, qui rassemblent les sûtras en fonction par exemple de leur longueur ou de leur thème, ou d'autres critères. Ainsi, le Sutta Piṭaka est divisé en cinq nikāyas :
- le Dīgha Nikāya, recueil de discours longs (pāḷi : dīgha)
- le Majjhima Nikāya, recueil de discours de longueur moyenne (majjhima)
- le Samyutta Nikāya, la collection de discours liés par thèmes (samyutta)
- l' Anguttara Nikāya, la « collection graduelle » (discours groupés par énumérations de contenu)
- le Khuddaka Nikāya, la « collection mineure »

Une partie de ces recueils (en particulier les Dîgha et Majjhima) correspond à ce que, chez les Sarvâstivâdin, on appelait āgama dans leur Sutra Piṭaka. Ainsi, la partie du Sutra Piṭaka en langue sanskrite, qui n'appartient pas mahâyâna, est appelée « āgamas » par les bouddhistes mahāyāna. Les Āgamas ne subsistent pour la plupart que dans les traductions tibétaines et chinoises classiques. Ils correspondent étroitement aux Pāḷi nikāyas[réf. nécessaire].
Dans le bouddhisme chinois, on utilise aussi souvent le terme āgama comme synonyme de nikāya. Cependant, les âgamas chinois ne reprennent pas l'entier du Sutta Pitaka. Le grand commentateur Buddhaghosa emploie les deux termes comme des synonymes. 

## Écoles et bouddhisme Nikâya
Le mot « nikâya » renvoie aussi aux courants et écoles du « Bouddhisme indien » ou premières écoles bouddhistes (on en compte aujourd'hui dix-huit bien qu'il y en ait eu plus), courants qui se distinguaient avant tout par le code de discipline (Vinaya) qu'ils avaient adopté. Ces courants sont parfois appelés « Bouddhisme Nikâya », en référence au bouddhisme monastique qui s'est développé après la séparation entre les écoles Mahâsâmghika et Sthavira. 
Enfin le mot est aussi employé comme substitut neutre et non péjoratif à Hinayana, qui désigne en fait les premières écoles bouddhistes. Selon Robert Thurman (université de Harvard), « L'expression "bouddhisme Nikaya" a été inventée par le professeur Masatoshi Nagatomi de l'université de Harvard, qui me l'a suggérée pour désigner les dix-huit écoles du bouddhisme indien, afin d'éviter le terme "bouddhisme Hinayana", jugé offensant par certains membres de la tradition Theravada. ». Le bouddhisme pré-sectaire et les premières écoles bouddhistes sont des exemples de des groupes, mais certains chercheurs excluent le bouddhisme pré-sectaire lorsqu’ils utilisent ce terme. Le mot « Theravada » fait référence aux pratiques bouddhistes basées sur ces premiers enseignements, tels que préservés dans le Canon Pāli. 
L'expression bouddhisme nikâya ou bouddhisme des nikâya désigne donc, selon le contexte, le bouddhisme ancien ou le bouddhisme hinayana, aussi désigné comme les dix-huit écoles bouddhistes anciennes. Elle tend aussi à se répandre pour désigner l'ensemble des écoles qui constituaient cette voie. 

## Divisions monastiques
Au Sri Lanka et dans les pays d'Asie du Sud-Est où l'on pratique le bouddhisme Theravāda,  nikāya est désigne également une lignée monastique (paramparâ) ; de tels groupements sont aussi parfois appelés « fraternités monastiques » ou « fraternités ». Les nikāyas peuvent apparaître dans un groupe monastique à la suite d'un patronage royal ou gouvernemental (comme le Dhammayuttika Nikāya en Thaïlande), en raison de l'origine nationale de leur lignée d'ordination (le Siam Nikāya du Sri Lanka), en raison de différences dans l'interprétation du code monastique (Vinaya), ou en raison d'autres facteurs, comme par exemple l'Amarapura Nikāya au Sri Lanka, apparu en réaction aux restrictions de caste au sein du Siam Nikāya). Ces divisions ne vont cependant pas jusqu'à former des sectes distinctes au sein de la tradition Theravāda, car elles ne suivent généralement pas des doctrines ou des codes monastiques différents, et ne s’étendent pas non plus aux laïcs (upâsaka).
En Birmanie, des ordres monastiques nikaya ont émergé en réaction au conservatisme relatif de l'interprétation des codes monastiques (Vinaya) ainsi qu'à la structure hiérarchique au sein du nikaya. Cependant, depuis 1980, aucun nouveau nikaya n'a été autorisé, et il existe aujourd'hui en Birmanie neuf ordres monastiques légalement reconnus en vertu de la loi de 1990 concernant les organisations Sangha. Le plus important d'entre eux est le Thudhamma Nikaya, fondé dans les années 1800 sous la dynastie Konbaung.